# Dalia (mitologie)
Dalia și Laimė sunt două zeițe-surori în mitologia lituaniană. Dalia este zeița țeserii și a sorții – corespunzînd probabil zeiței trace Bendis. Din S. Paliga,  „Mitologia tracilor„:
„Bendis. Zeița țesătoarelor și a sorții, căci ea „țesea” soarta oamenilor încă de la naștere; zeița lunii. Rădăcina teonimului este destul de clară: indo-european *bhend – ‘a lega, a îndoi’, de aici și englez bind, german binden etc.”
„După cucerirea romană a fost asimilată zeiței Diana.Unele însușiri ale zeiței Bendis o apropie, mai degrabă, de enigmatica Hekate a grecilor, zeița tenebrelor și a spaimelor nopții.”
Zeița Artemis- Diana mai era numită Delia – de la insula Delos, locul nașterii ei.Cultul lui Bendis e bogat atestat în lumea tracă. Mă întreb însă dacă nu cumva la daci numele ei era chiar Dalia. Sau, poate, Daliana, nume care apare într-un colind din Țara Hațegului:
“Dăliana
Pleacă Leana  la fântână,
Dăliana-i fată dalbă
Cu două cârcege-n mână.
Găsi apa tulburată,
De voinici înconjurată.
“Voi voinici, voi vânători,
Ce cătați aicea-n zori?”
“Noi pe tine te căutăm
Și cu drag îți închinăm”
La mulți ani cu sănătate
Să aveți parte de toate.”
Acest misterios personaj feminin amintit în colinde poartă numele de:Lina/ Leana, Dăliana/ Daliana/ Deliana, Ilinca, Ana… Daliana e probabil un nume regional; nu l-am întîlnit în afara ținutului Hunedoarei. Mai există și numele de familie Dalinescu.  Să fie legat etimologic de slavul “dalyna” ( cîntec ) ?
Ori cel puțin Daliana din colindă să fie Dea-Liana ( Dea = Diva, Zeița ? ) . E probabil ca în colindă același personaj să fie numit și Leana și Daliana, ultimul fiind numele cu un epitet adăugat.
În Calendarul Ortodox este celebrată, în ziua care precede Solstițiului de iarnă, Sfînta Muceniță Iuliana. ( vezi http://www.calendar-ortodox.ro/sfintii_decembrie.htm ), posibil o suprapunere cu o sărbătoare mai veche.E posibil ca în limba noastră numele Leana/ Ileana să reprezinte atît pe “Elena”, cît și pe “Iuliana”. (În 24 Decembrie, ziua de dinaintea Crăciunului, este sărbătorită tot o Sfîntă Muceniță – Eugenia.)
Un fapt interesant, cu sau fără legătură cu cele de mai sus: Julia Domna, soția împăratului Septimius Severus, a fost deificată sub numele de Diva IuliaDomna, Diva Iulia Augusta, Dea Caelestis . Un personaj istoric și un cult care nu pare însă suficient de bine conturat ca să dea naștere în mitologia românească Ilenei Cosânzeana, care poate fi identificată cu mare probabilitate cu personajul feminin din colinde ( Leana-Ileana ).
Avem radicalii IE
leuk- „Light, brightness.” – de unde „luna”
leig- „To bind” – de unde ” a lega”
„Dalia” ar putea fi, chiar etimologic, „zeița legăturilor”.
E posibil ca „zeița legăturilor” să se fi identificat cu „zeița lunii” datorită asemănării foarte mari între nume – radicalii IE leuk, respectiv leig.
Sau, poate, a fost o unică zeiță și un unic nume care s-a ramificat apoi în cei doi radicali IE.
Numele insulei Delos ar putea proveni din „Delia” , nu invers.
Poate că numele vechi al zeiței țeserii și a sorții este chiar „Daliana” – „Dea-Liana”, numită de traci – sinonim – „Bendis”v
Sensul ar putea fi de „Zeița Originară” – cea din care „emerge” lumea – sau de „emergență, început, primăvară” . Poate că grecescul thalli ( înflorire ) are legătură cu „Daliana” – personajul colindelor. Un refren des întîlnit în colinde este „florile dalbe”. Daliana ar putea fi o personificare a primăverii incipiente.